# رابرت ای پارکر
رابرت ای پارکر (به انگلیسی: Robert A. Parker) فضانورد اهل کشور ایالات متحده آمریکا است که در ۱۴ دسامبر ۱۹۳۶ میلادی در نیویورک, زاده شد. وی در مأموریت اس‌تی‌اس-۹، اس‌تی‌اس-۳۵ حضور داشته است.